# Rock Hill, Louisiana
Rock Hill är en ort i Grant Parish i delstaten Louisiana, USA.